# 6日間レース (自転車競技)
6日間レース（むいかかんレース 英: Six-day racing、仏: Les 6 jours、独: Sechstagerennen、蘭: Zesdaagse）とは、主に自転車競技のロードレースのシーズンが終了する当年10月頃から、ロードレースのシーズンが開幕する2月上旬にかけて、欧州各地を転戦して行われるトラックレースである。トラックレースの華とも言われる。

## 歴史
6日間レースの起源はロンドン北部のイズリントンで1878年に開催された1000マイルレースである。この距離を6日間で走破する賞金つきの個人タイムトライアルレースであった。イズリントンで行われた1000マイルレースは同年限りの開催となったが、その後このレースをアメリカで行うこととなり、1891年、ニューヨークのマディソン・スクエア・ガーデンで初開催が行われた。
しかし、期待とは裏腹に、当初不人気だった上に、レースそのものが過酷を極めたことから、ドーピングに手をつけた選手が相次いでいたと言われた背景を受け、1899年、後にマディソンという名称でオリンピックや世界選手権でも採用種目となる、2人組のレースを誕生させる運びとなった。ひいては2人で6日間を走破するレースとして『6日間レース』と言われるようになり今日に至っている。加えてこの方式が後にヨーロッパへと伝播されるという、「逆輸出レース」ともなった。
しかし、現在の6日間レースはマディソンだけを行うものではなく、マディソンをメインにしつつ、その他様々なレースが行われる。

## 競技の概要
6日間レースは2人1組がペアとなって争われるが、対象種目はペアレースとなるマディソン（フランスでは「アメリカンチームレース」と呼ばれている）、個人レースのデルニーレース（モペッドの一種のデルニーがペーサーとなるレース）、ミスアンドアウト、スクラッチという形で分かれている。
なお、マディソンについてはさらに種目が細分化されている。ポイントレース型、スクラッチ型、ミスアンドアウト型、400 mフライングタイムトライアルといったレースに加え、スーパースプリント（最初はミスアンドアウト方式によって選手を絞り込み、一定の人数となった時点で最後の決着をつけるレース）といった形でレースが行われる。
順位の優劣は最もポイントを多く稼げば優位に立つというポイント制が基本だが、ポイントをそれほど獲得していなくてもラップを奪う（他ペアを周回遅れにすること）ことによって優位に立つこともできる。この点については、五輪や世界選手権などで行われているマディソン種目と同様のルールとなっている。6日間レースの場合、ポイントをコツコツと稼ぐやり方よりも、ラップの奪取争いに主眼が置かれやすい。ただし、成績上位ペアは決まってポイント数もトップに近い位置となっている場合が多い。なお、出場ペアは各大会だいたい13 - 15組程度である。
レース開始は概ね午後6 - 7時頃で、終了は翌日の午前0 - 2時頃。しかしながら日曜日の開催日については家族連れでも楽しめるようにとの配慮から、午前11時頃に開始し、午後5 - 6時頃に終了する大会がほとんどである。したがって土曜開催日（終了時間は既に日曜）から日曜開催日の間に休養が十分に取れないことが選手にとっては一番堪える。
出場選手は、合計すると1日約150 km走っている計算となる。変速ギアがついていないトラックレーサーにおいてそれだけの距離を1日でこなさねばならないのはかなり過酷である。
また大会によっては、スプリントやケイリン、チームスプリントといった短距離種目が行われ、ひいてはそれが余興代わりの様相を呈している場合もある。

### 1日のプログラム例
2008年のロッテルダム6日間レースの5日目のプログラムは下記のようになっていた。女子、（男子）若手選手、（男子）短距離選手のレースが前座ないし、合間に組み込まれている。最終日の最終種目としてのマディソンは、スクラッチ型とポイント型をミックスさせた、いわゆる「総合型」（50分+50周といった形で組まれることが多い。分表示のときにはスクラッチ型で、周回表示に変わるとポイントレースとなる）で行われるケースが多い。
| 時刻  | レース種目                                        |
| ----- | ------------------------------------------------- |
| 18:00 | 女子・個人スクラッチレース                        |
| 18:10 | 若手選手・スクラッチ型マディソン                  |
| 19:00 | 女子・個人ポイントレース                          |
| 19:10 | MCによる6日間レースの紹介及び前日のハイライト放映 |
| 19:20 | 出場ペア紹介                                      |
| 19:40 | ポイント型マディソン                              |
| 20:00 | ミスアンドアウト型マディソン                      |
| 20:20 | 女子・ポイント型マディソン                        |
| 20:35 | 短距離選手・200 mフライングタイムトライアル       |
| 20:50 | デルニーレース予選1組                             |
| 21:05 | 個人ミスアンドアウト                              |
| 21:15 | デルニーレース予選2組                             |
| 21:30 | 短距離選手・個人スプリント                        |
| 21:45 | スクラッチ型マディソン                            |
| 22:35 | ショータイム                                      |
| 22:55 | 400 mフライングタイムトライアル                   |
| 23:15 | スーパースプリント                                |
| 23:30 | 短距離選手・ケイリン                              |
| 23:35 | 個人スクラッチ                                    |
| 23:45 | デルニーレース決勝                                |
| 0:05  | 短距離選手・チームスプリント                      |
| 0:15  | 終了                                              |

### 競技運営
6日間レースにおける競技運営は開催期間中毎日、同じような形でのプログラム（日によっては部分的に異なることもある）で進行していく。また6日間レースは余興面も重視され、レースの合間にはタレント（歌手が多い）によるショータイムも設けられる。長時間レースの客に間を持たせるために重要な趣向として位置づけられている。
また、レース進行についても、6日間レースは他の競技スポーツとは趣を異にする。レース中にもかかわらず、BGMをかけ続け、それに沿ってMCがトークにオーバーアクションを交えながらレースの進行を紹介していくさまは、他の競技スポーツではまず見られない。また、選手自身が観客に拍手等を求めるシーンも見られ、後述するが、勝敗云々よりも、レースそのもののエンターテイメント性を重視する構成となっている。
日本では全くといっていいほど馴染みがないこの競技だが、毎年1月上旬に開催されるロッテルダムの大会では、2006年以降全日程ストリーミング中継されている。2006年にはロッテルダムの大会に北津留翼が主催者からの招待を受けて出場した（スプリント、ケイリンの短距離種目のみ出場）。

## 6日間レースの現状
6日間レースが開催される時期というのは丁度サッカーのシーズン真っ最中ということもあり、多くの人の興味はサッカーへと向かうが、北欧については寒さが厳しい折、一時的にサッカーのリーグ戦等が中断される国がある。
とりわけドイツでは、ブンデスリーガが12月中旬から2月中旬にかけて中断されるため、一部の大会を除き、その中断期間中に集中して開催される。したがってドイツではサッカー中断時における娯楽と言えば、かつては6日間レースしかなかったといっても過言ではなかった（他にはハンドボールがある程度）。そのため、かつてはドイツでは人気が高かった。とりわけ2011年の大会で100回目のレースを迎えたベルリン6日間レースは現在も観客数が多く、最盛期には1シーズン2回の開催が行われたこともある。また、他国が6日間レース衰退の流れを受けて開催休止が相次ぐ中、ドイツだけは21世紀に入っても、2007年を端緒とする世界金融不況が発生する前までは、1シーズンに常時5 - 6レースが行われていた。
さらに現在、オランダ、ベルギー以外の中欧・南欧地域では、6日間レース自体開催されることがほとんどなくなった。フランスではかつて6日間レースの華と言われたパリの大会が行われていたが、1989年を最後に休止され、2011年現在はグルノーブルだけでしか行われていない。また、パリと同じく人気を誇ったイタリアのミラノも1999年で開催が終了し、その後、パオロ・ベッティーニの引退レースとなった2008年に復活しただけにとどまっている。さらにマディソン発祥の地・アメリカ合衆国でもニューヨークの他、かつてはいくつかの大都市で開催されていたが、今は全て姿を消している。ベルギーも、「国技」的な人気を誇るシクロクロス人気に押され、ヘント6日間レースしか行われていない。
また、かつては、エディ・メルクスやリック・バンステーンベルヘン、ルディ・アルティヒ、エリック・ツァベルなど、著名ロード選手がオフシーズンのトレーニングの一環として参加することが少なくなかった背景により、1950年 - 1970年代にかけては、欧州各地でくまなく開催されるなど、全盛の人気を誇った6日間レースだが、今ではロードレースの開催が世界的に広域化していることに起因して、ロードレース選手の参加が著しく減少したことで、ファンの興味が急速に失われていった。加えて、同じく冬季に開催されているシクロクロスのほうに人気を奪われがちとなっている。

## 6日間レースの記録

### 歴代通算勝利数
| 順位 | 選手名                         | 国籍               | 通算勝利数 | 通算出走回数 | 勝率   |
| ---- | ------------------------------ | ------------------ | ---------- | ------------ | ------ |
| 1    | パトリック・セルキュ           | ベルギー           | 88         | 223          | 0.3946 |
| 2    | ダニー・クラーク               | オーストラリア     | 74         | 235          | 0,3149 |
| 3    | レネ・パイネン                 | オランダ           | 72         | 233          | 0,3090 |
| 4    | ペーター・ポスト               | オランダ           | 65         | 155          | 0,4194 |
| 5    | ブルーノ・リシ                 | スイス             | 61         | 178          | 0,3427 |
| 6    | リック・バンステーンベルヘン   | ベルギー           | 40         | 134          | 0,2985 |
| 7    | エティアンヌ・デ・ウィルデ     | ベルギー           | 38         | 197          | 0,1929 |
|      | ウイリアム・ペデン             | カナダ             | 38         | 127          | 0,2992 |
| 9    | クラウス・ブクダール           | ドイツ             | 37         | 229          | 0,1616 |
|      | クルト・ベチャルト             | スイス             | 37         | 142          | 0,2606 |
| 11   | アルベルト・フリッツ           | ドイツ             | 34         | 198          | 0,1717 |
|      | グスタフ・キリアン             | ドイツ             | 34         | 90           | 0,3778 |
| 13   | フリッツ・フェニンゲル         | スイス             | 33         | 181          | 0,1823 |
| 14   | ピート・ファン・ケンペン       | オランダ           | 32         | 110          | 0,2909 |
|      | ハインツ・ホッペル             | ドイツ             | 32         | 74           | 0,4324 |
| 16   | ディートリッヒ・テュラウ       | ドイツ             | 29         | 97           | 0,2990 |
| 17   | シルビオ・マルティネッロ       | イタリア           | 28         | 97           | 0,2887 |
|      | フランコ・マルブリ             | スイス             | 28         | 81           | 0,3456 |
| 19   | ディター・ケンペル             | ドイツ             | 26         | 165          | 0,1576 |
| 20   | エミール・セヴェレインス       | ベルギー           | 25         | 151          | 0,1656 |
| 21   | アンドレアス・カペス           | ドイツ             | 24         | 116          | 0,2069 |
|      | マルコ・ヴィッラ               | イタリア           | 24         | 141          | 0,1702 |
| 23   | ルディ・アルティヒ             | ドイツ             | 23         | 79           | 0,2911 |
|      | トニー・ドイル                 | イギリス           | 23         | 139          | 0,1655 |
|      | ジーギ・レンツ                 | ドイツ             | 23         | 159          | 0,1447 |
|      | フェルディナンド・テッルッツィ | イタリア           | 23         | 121          | 0,1901 |
| 27   | ウース・フローラー             | スイス             | 21         | 139          | 0,1511 |
|      | アルフレッド・ルトゥルノー     | フランス           | 21         | 84           | 0,2500 |
|      | パレ・リッケ                   | デンマーク         | 21         | 122          | 0,1721 |
| 30   | ゲルト・フランク               | デンマーク         | 20         | 143          | 0,1399 |
| 31   | レジナルド・マクナマラ         | アメリカ合衆国     | 19         | 117          | 0,1624 |
|      | ヘリット・スヒュルト           | オランダ           | 19         | 73           | 0,2603 |
| 33   | ドナルド・アラン               | イギリス           | 17         | 107          | 0,1589 |
|      | ジェラール・デバーツ           | ベルギー           | 17         | 90           | 0,1889 |
|      | マシュー・ギルモア             | ベルギー           | 17         | 107          | 0,1589 |
|      | エディ・メルクス               | ベルギー           | 17         | 35           | 0,4857 |
|      | ヤン・パイネンブルフ           | オランダ           | 17         | 50           | 0,3400 |
| 38   | レジナルド・アーノルド         | オーストラリア     | 16         | 103          | 0,1553 |
|      | レオ・デュインダム             | オランダ           | 16         | 143          | 0,1119 |
|      | シドニー・パターソン           | オーストラリア     | 16         | 57           | 0,2807 |
|      | ヴィルフィリート・ペフゲン     | ドイツ             | 16         | 188          | 0,0851 |
|      | ジャン・ロト                   | スイス             | 16         | 85           | 0,1882 |
|      | セシル・イェートス             | アメリカ合衆国     | 16         | 57           | 0,2807 |
| 44   | フランチェスコ・モゼール       | イタリア           | 15         | 35           | 0,4285 |
|      | ロマン・ヘルマン               | リヒテンシュタイン | 15         | 182          | 0,0824 |
|      | アルフレッド・ガウレット       | オーストラリア     | 15         | 29           | 0,5172 |
|      | ダニー・スタム                 | オランダ           | 15         | 86           | 0,1744 |
| 48   | スコット・マグローリー         | オーストラリア     | 14         | 69           | 0,2029 |
|      | ロベルト・バルトコ             | ドイツ             | 14         | 50           | 0,2800 |
| 50   | エリック・ツァベル             | ドイツ             | 13         | 28           | 0,4643 |
| 51   | アルミン・フォン・ビューレン   | スイス             | 13         | 58           | 0,2241 |
|      | イェンス・ウェガービュー       | デンマーク         | 13         | 89           | 0,1461 |
| 53   | イルヨ・カイセ                 | ベルギー           | 12         | 50           | 0,2400 |
|      | グレーム・ギルモア             | オーストラリア     | 12         | 100          | 0,1200 |
|      | リック・ファン・ローイ         | ベルギー           | 12         | 43           | 0,2791 |
| 56   | グレゴール・ブラウン           | ドイツ             | 11         | 44           | 0,2500 |
|      | ギュンター・ハリッツ           | ドイツ             | 11         | 83           | 0,1325 |
|      | ロベルト・スリッペンス         | オランダ           | 11         | 70           | 0,1571 |
| 59   | ロルフ・アルダク               | ドイツ             | 10         | 29           | 0,3448 |
|      | ホルスト・オルデンブルク       | ドイツ             | 10         | 100          | 0,1000 |
|      | ヴォルフガンク・シュルツェ     | ドイツ             | 10         | 135          | 0,0741 |
|      | ルシアン・ジラン               | ルクセンブルク     | 10         | 116          | 0,0862 |